# Phryssonotus platycephalus
Phryssonotus platycephalus är en mångfotingart som först beskrevs av Lucas 1846.  Phryssonotus platycephalus ingår i släktet Phryssonotus och familjen Synxenidae. Inga underarter finns listade i Catalogue of Life.